# Lygdamis
Lygdamis (zm. około roku 453 p.n.e.) był w czasach Herodota lokalnym władcą, tyranem podporządkowanym władaniu Persów w Halikarnasie. 
Lygdamis był wujem Artermizji II. Jego ojciec Lygdamis blisko współpracował z Pizystratem, tyranem Aten, który pomógł mu opanować Naksos (w zamian za co pomógł Pizystratowi  w roku 533 p.n.e. przejąć władzę na Samos), gdzie władał w latach 545-524 p.n.e. niszcząc podstawy rządów arystokratycznych. 
W kilkanaście lat po opanowaniu Jonii przez Persów w roku 493 p.n.e. młodszy Lagdamis został władcą Halikarnasu. Mieszkańcy miasta nienawidzili go, ale utrzymał się przy władzy mimo dwóch prób obalenia go podczas zamieszek i przewrotów pałacowych. W jednym z takich przewrotów brał udział późniejszy historyk grecki Herodot. 